# Commune fusionnée de Manderscheid
La commune fusionnée de Manderscheid est une municipalité allemande située dans le land de Rhénanie-Palatinat et l'Arrondissement de Bernkastel-Wittlich.